# Iakovos Tombazis

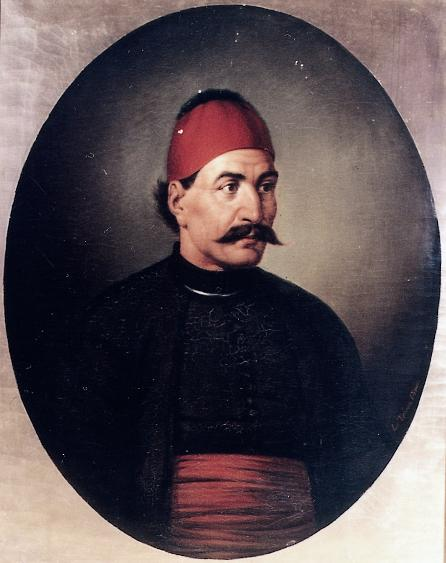
Porträt von Iakovos Tombazis –Dionysios Tsokos

Iakovos „Giakoumakis“ Tombazis (griechisch Ιάκωβος «Γιακουμάκης» Τομπάζης, * 1782 oder 1786 in Hydra; † im Herbst 1829 ebenda) war ein griechischer Reeder, Kaufmann, Mitglied der Filiki Eteria sowie der erste Admiral der unabhängigen Griechischen Flotte.
Gemeinsam mit seinem Bruder Emmanouil Tombazis war er ein bedeutender Akteur in den Seeschlachten während der Griechischen Revolution. Im navalen Gefecht des Unabhängigkeitskrieges soll er als Erster die Verwendung von Pyrotechnik bzw. Brandern vorgeschlagen haben.

## Frühes Leben und Familie
Iakovos Tombazis entstammte der alten hydriotischen und adeligen Familie Tombazis, die ursprünglich aus Vourla in der Provinz Smyrna stammte und sich 1668 auf Hydra niederließ. Sein Vater, der Kotzabaside Nikolaos Tombazis, war einer der wohlhabendsten Bewohner der Insel. Seine Mutter Maria war eine Nachkommin der alten Familie Serros oder Moraitos aus Hydra, die im Jahr 1641 vom Peloponnes dorthin einwanderte.
Iakovos und sein Bruder Emmanouil verfolgten von klein auf eine Karriere als Seeleute. Recht schnell wurde Iakovos zum Reeder, wie aus seinen erhaltenen Manuskripten hervorgeht. Der Historiker Anastasios Goudas beschrieb die Brüder als „hochgebildet, philanthropisch und neugierig“ und „fortschrittlich in allen Reformen, sei es auf den Schiffen von Hydra, im Lebensstil oder in der Kleidung“. Sie hatten durch zahlreiche Reisen Kontakt zu europäischen Intellektuellen und Philhellenen.
Im Jahr 1816 wurde die Familie von Giakoumakis in Tombazis umbenannt, ein Name, der vom Schiffstyp Tombazi abgeleitet war, den die Brüder Iakovos und Emmanouil Tombazis nutzten.

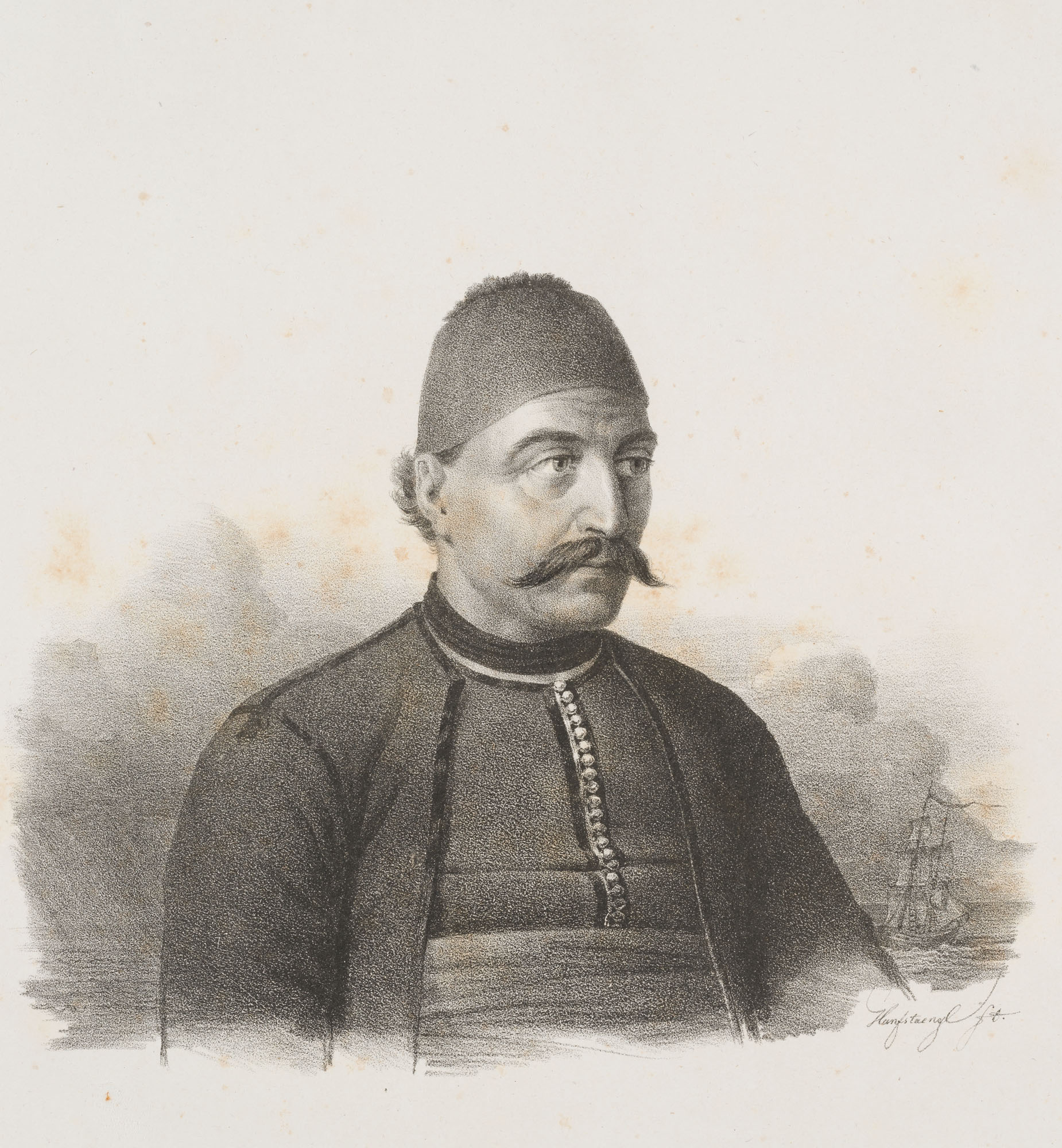
Lithographie von Iakovos Tombazis – Karl Krazeisen

Iakovos Tombazis war ein erfolgreicher Kaufmann und studierte außerdem bis 1816 in Portsmouth, England, Schiffstechnik und -design. Während seines Aufenthalts kopierte er heimlich den Umriss eines gekaperten amerikanischen Schoners, der Lynx (HMS Mosquidobit (1813)), die damals als ein modernes Schiff galt. Seine Aufzeichnungen flossen in den Bau der Terpsichore ein. Anhand dieses amerikanischen Modells nahmen auch die Einwohner Hydras grundlegende Veränderungen an ihren Schiffen vor, die daraufhin als besonders schnell galten. Zunächst im Handel eingesetzt, wurden diese Schiffe später auch zu Kriegsschiffen umgebaut.

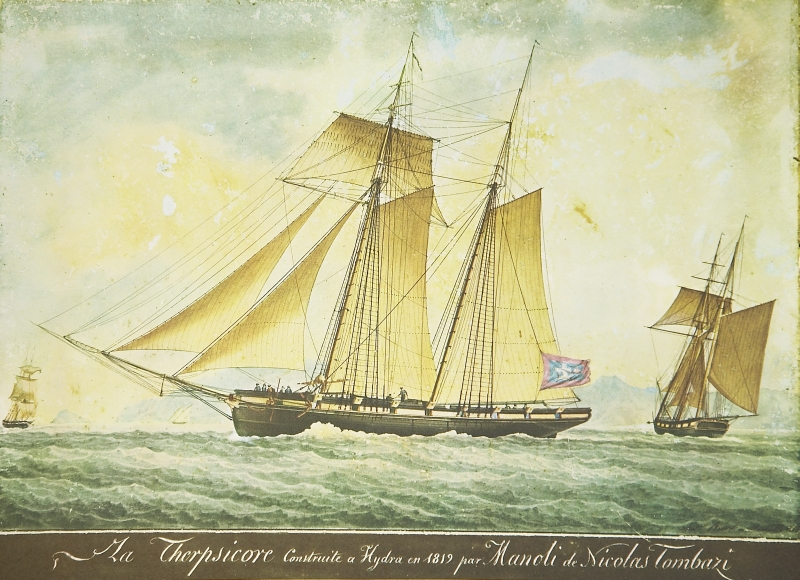
Die Terpsichore, gemalt von Antoine Roux (1819)

Die Terpsichore war ein bewaffneter Zweimastschoner, der 1816 auf der griechischen Insel Hydra gebaut wurde und 1818, drei Jahre vor Beginn des Griechischen Unabhängigkeitskrieges, vom Stapel lief. Eigner waren Iakovos Tombazis und sein Bruder Emmanouil. Das Schiff war 27,45 Meter lang und hatte eine Tragfähigkeit von 256 Tonnen, was es zu einem mittelgroßen, aber effektiven Kriegsschiff machte. Trotz seiner überschaubaren Größe gelang es der Terpsichore, im Laufe des Krieges erheblichen Schaden gegen die türkische Flotte anzurichten. Die osmanische Verwaltung hatte den Griechen gestattet, kleinere Handelsschiffe zu bauen, aber keine, die größer als Briggs waren. Kurz nach dem Bau des Schiffs reisten die Brüder Tombazis nach Frankreich, um das Schiff zu bewaffnen. Sie erwarben sechs 12-Pfünder-Kanonen und eine große 48-Pfünder-Kanone, die ursprünglich aus dem Jahr 1680 stammte. Die Kosten für die Bewaffnung des Schiffes trugen die Brüder zunächst selbst, doch als der Griechische Unabhängigkeitskrieg 1821 begann, übernahm die provisorische griechische Zentralregierung einen erheblichen Teil der laufenden Kosten für den Unterhalt der Terpsichore.

Durch seine Kontakte in Frankreich konnte Iakovos Tombazis unter anderem Olivier Voutier überzeugen, sich der griechischen Unabhängigkeitsbewegung anzuschließen.
Während seines Aufenthalts in Europa erlernte er den Umgang mit elektrischen Maschinen und erhielt sogar zwei Exemplare, mit denen er in Hydra verschiedene Experimente durchführte. Um zu verhindern, dass die Türken diese Maschinen zu Gesicht bekamen, verbarg er sie in einem unterirdischen Raum.
1818 trat Iakovos Tombazis in Konstantinopel der Filiki Eteria durch Panagiotis Sekeris bei und engagierte sich mithin rege. Er stand in Kontakt mit führenden Revolutionären wie Alexander Ypsilantis, Papaflessas und Petros Mavromichalis sowie mit einigen anderen. Iakovos Tombazis widmete sein gesamtes Vermögen der Revolution und rüstete seine vier Handelsschiffe zu Kriegsschiffen um.

## Beteiligung an der Griechischen Revolution

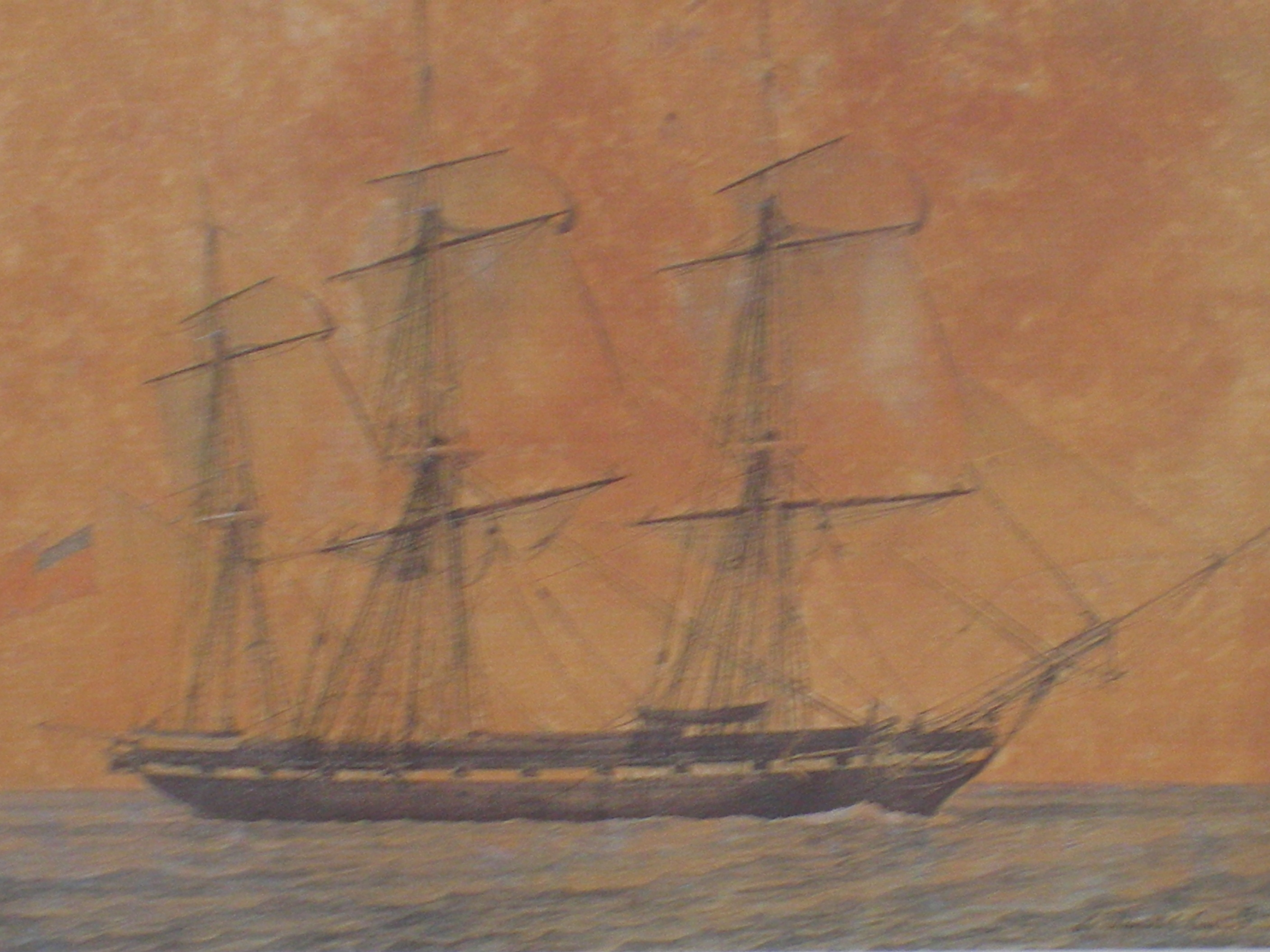
Die Themistokles, gemalt von Antoine Roux

Durch die Entscheidung der hydriotischen Kapitäne wurde er zum ersten Admiral der Flotte Hydras, und damit informell zum Ersten der Griechischen Flotte ernannt. Am 28. April 1821 legte er auf seinem Flaggschiff Themistokles den Schwur ab: „Ich schwöre auf die Freiheit und die künftige Wiederbelebung der Nation, in der Anwesenheit der ehrenwerten Kapitäne meines Landes Hydra, alles zu schützen, was folgt“, um sich mithin der Freiheit Griechenlands zu widmen. Er nahm als einer der Ersten an der Seekampagne bei Chios (Seeschlacht von Chios) und in der nordöstlichen Ägäis teil, um zu verhindern, dass die türkische Flotte von den Dardanellen aus in See sticht. Vor Chios versenkte er mit anderen ein türkisches Schiff und kaperte ein weiteres.

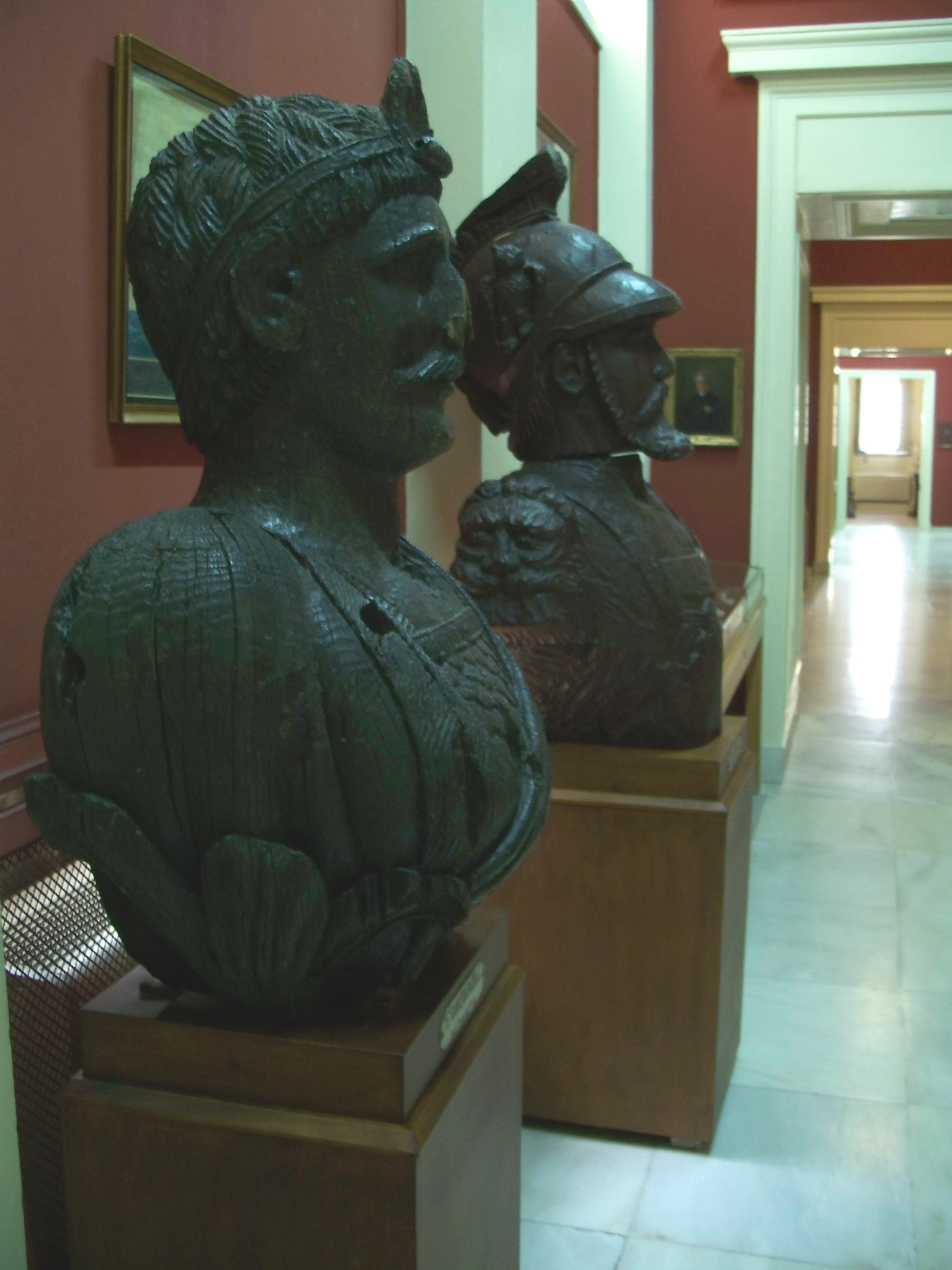
Galionsfigur der Themistokles (rechts), heute im Nationalen Historischen Museum in Athen.

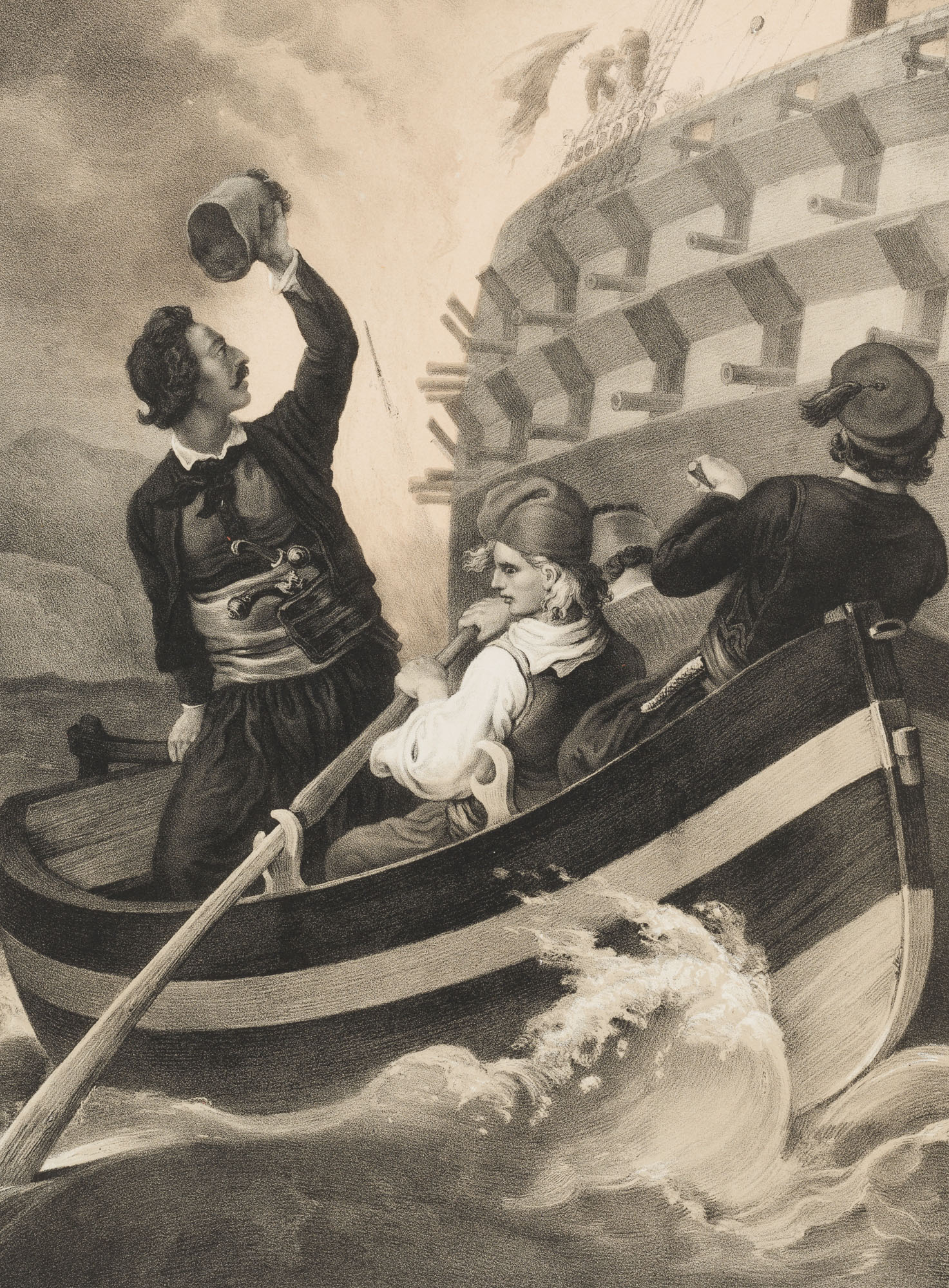
I. Tombazis verbrennt ein zweistöckiges türkisches Linienschiff während der Griechischen Revolution – Peter von Hess & Johann Baptist Kuhn.

Ab April 1821, im Anschluss an die Erhebungen auf den Inseln Hydra, Spetses, Psara, Tinos und Samos, unterstützte der Großteil der ägäischen Inseln den griechischen Aufstand. Binnen kurzer Zeit konnte eine Flotte von rund 180 gut ausgerüsteten Briggs mobilisiert werden, wobei mindestens 38 Schiffe eine Besatzung von 90 bis 100 Matrosen hatten. Den Oberbefehl übernahm Iakovos Tombazis. Während ihrer Patrouillen in der Ägäis waren die Brüder Tombazis mit der Terpsichore und der Flotte unter Iakovos´ Kommando auch in der Piraterie verwickelt. Die Flotte machte unter seiner Führung zahlreiche türkische Handelsschiffe ausfindig und nahm sie als Kriegsbeute in Beschlag, was eine signifikante Unterstützung für den griechischen Freiheitskampf darstellte. Die Raubzüge stellten außerdem eine zusätzliche Einnahmequelle dar, die half, die laufenden Kosten der Terpischore zu decken und die Löhne der Besatzung aufzubessern. Die Beute wurde in drei Teile aufgeteilt: Ein Teil ging an die provisorische Zentralregierung, ein weiterer Teil an die Kirche, und der letzte Teil wurde unter dem Kapitän, der Besatzung und den Kämpfern des Schiffs verteilt.

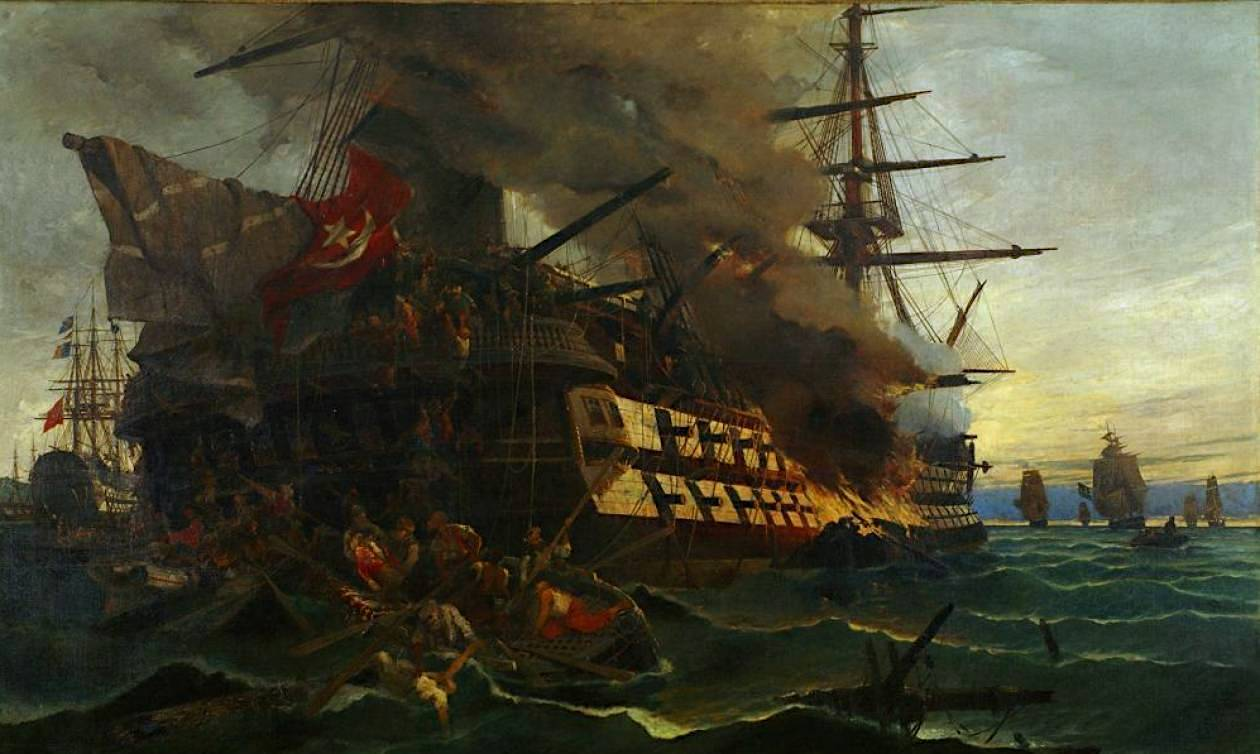
Der Angriff auf das türkische Flaggschiff im Golf von Eresos vor der griechischen Insel Lesbos durch einen Brander. Gemälde von Konstantinos Volanakis.

Am 1. Mai 1821 führte er die griechische Flotte in der Seeschlacht von Eresos bei Lesbos an, wo zum ersten Mal erfolgreich Brander gegen osmanische Schiffe eingesetzt wurden. Dieser Sieg stärkte die Moral der griechischen Seeleute und brachte den ersten wichtigen maritimen Erfolg im Unabhängigkeitskrieg, vor allem da es als schwierig galt die osmanischen Schiffe zu besiegen. Iakovos soll dabei der Erste gewesen sein, der die Verwendung von Pyrotechnik bzw. Brandern vorschlug, Dimitrios Papanikolis führte seinen Plan entsprechend aus. Im selben Jahr eilte I. Tombazis zu der Zerstörung von Kydonies (Ayvalik), um so viele Zivilisten wie möglich vor dem osmanischen Vergeltungsschlag zu retten. Darüber hinaus nahm er am 8. Juli 1821 an der Verteidigung von Samos teil, wo er half, eine osmanische Belagerung der Insel abzuwehren. Am 17. August kaperte er ein österreichisches Transportschiff, von dem er die Information erhielt, dass die osmanische und die ägyptische Flotte der Insel Kos gegenüberstanden. Neben den Gewässern bei Samos war er im Herbst 1821 auch im Golf von Korinth in der südlichen und westlichen Küste des Peloponnes aktiv.
Nach der Übergabe des Flottenkommandos an Andreas Miaoulis im Herbst 1821 oder 1824 spielte Iakovos Tombazis weiterhin eine wichtige Rolle im Kriegsgeschehen, vor allem in einer unterstützenden Funktion. Miaoulis und Tombazis waren auch familiär verbunden, da seine Tochter den ältesten Sohn von Miaoulis, Dimitris, heiratete. Im Jahr 1823 leitete Iakovos die griechischen Aufstände in Samos und Chios.
Weiterhin war er politisch aktiv und vertrat Hydra bei der Ersten Nationalversammlung in Epidaurus (21. Dezember 1821 – 16. Januar 1822), der Zweiten Nationalversammlung in Astros (10.–30. April 1823) sowie der Vierten Nationalversammlung in Argos (11. Juli – 6. August 1829). Während der Ersten Nationalversammlung wurde er am 2. Mai 1823 durch ein Dokument des Innenministers Grigorios Dikeos (Papaflessas) zum „Oberbefehlshaber und Gouverneur von Kreta“ ernannt. Er nahm darüber hinaus am siegreichen Gefecht gegen Osman Pascha teil. Auf Kreta erkrankte Iakovos Tombazis, ebenso wie die griechische Armee, schwer an einer Seuche. Schließlich verließ er 1824 Kreta, da er sich nicht gegen die lokalen Partisanenführer durchzusetzen konnte.
In der kapodistrianischen Zeit bekleidete er administrative und militärische Ämter, wie die „Verwaltung der Marineangelegenheiten“.

Während 1827 anarchische Bewegungen in Hydra herrschten, zog sich Iakovos nach Poros zurück, wo er ein zurückgezogenes Leben führte und sich privat unter anderem mit Naturlehre, Gartenbau und Drechseln beschäftigte. Als 1828 die Pest auf Hydra ausbrach, half Iakovos maßgeblich dabei, die notwendigen Sanitätsvorschriften auf der Insel durchzusetzen. 1829 kehrte er nach Hydra zurück, als sich die Verhältnisse dort beruhigten und lebte dort zurückgezogen im Anwesen seiner Familie.

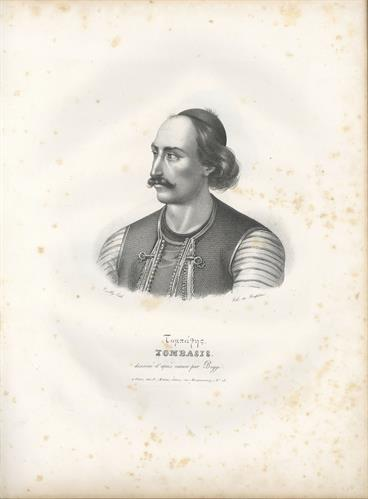
Iakovos Tombazis, Lithographie von Giovanni Boggi

Tombazis zeichnete sich durch seine ruhige und besonnene Art aus, die ihm große Wertschätzung unter seinen Mitstreitern einbrachte. Er starb 1829 in Hydra und wurde mit militärischen Ehren beigesetzt. Iakovos hinterließ eine Witwe sowie fünf Söhne und zwei Töchter.
Sein Sohn, Georgios Tombazis (1809–1892), trat in die Fußstapfen seines Vaters, studierte ebenfalls in England – Mathematik, Astronomie und Schiffsbau – und diente sowohl als Admiral als auch als Minister für Marineangelegenheiten.

## Andenken
Der amerikanische Arzt, Philhellene und Zeitgenosse Samuel Gridley Howe hob insbesondere die selbstlosen Handlungen von Iakovos Tombazis während der griechischen Revolution hervor.
Pierre-Antoine Lebrun, der französische Dichter, erinnert sich in seinen biographischen Schriften an Iakovos Tombazis und eine Reise, bei der Iakovos ihn einst in Marseille abholte und nach Hydra brachte. Er hebt die großzügige Gastfreundschaft hervor, die er in Iakovos’ Haus erlebte, und bezeichnet ihn als „Kapitän Jacomaki“ sowie „Nauarch Tombazi“, was Iakovos' patriotischen Einsatz für die griechische Unabhängigkeit widerspiegelt. Zudem setzte sich Lebrun dafür ein, den Namen Tombazis in Frankreich bekannt zu machen.
Iakovos Tombazis wird in Griechenland als Nationalheld verehrt. Zu seinen  Ehren, wurden bis 1985 mindestens drei Schiffe der Griechischen Marine nach ihm benannt, darunter der Zerstörer Tombazis (D 215), welcher von 1980 bis 1981 als Flaggschiff der Marine galt. Weiterhin wurde in Limassol, auf Zypern, eine Straße nach ihm benannt. Das Benaki-Museum beherbergt darüber hinaus einige seiner persönlichen Gegenstände.

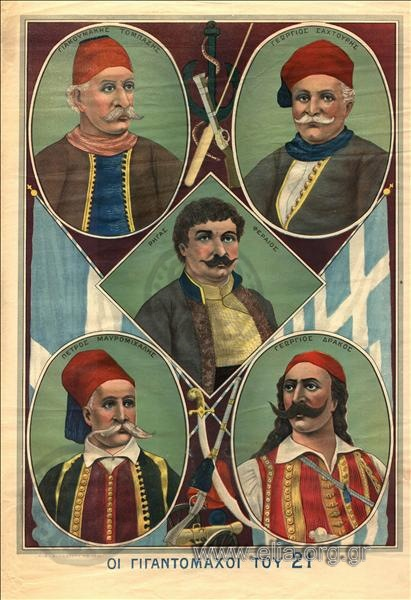
Iakovos Tombazis ist als Giakoumakis Tombazis oben links zu sehen.

## Trivia
Als Dimitrios Ypsilantis von seinem Bruder Alexander, dem Generalkommissar der griechischen Unabhängigkeitsbewegung, nach Griechenland gesandt wurde, brachte er bei seiner Ankunft auf Hydra aus Triest eine kleine Druckpresse mit. Zur Inbetriebnahme der Presse war jedoch ein qualifizierter Drucker erforderlich. Iakovos Tombazis informierte ihn, dass sich auf Psara ein griechischer Drucker namens Konstantinos Tombras aus Kydonies (Ayvalik) in Kleinasien befand, der nach der Zerstörung seiner Heimatstadt gerettet worden war. Durch die Rettungsaktion von Zivilisten aus Kydonies, bei der Iakovos teilnahm, und die Weitergabe dieser Information konnte die erste Druckerei des unabhängigen Griechenlands eingerichtet werden.
Die Überreste der beiden elektrischen Maschinen, die Iakovos in und aus Europa erhielt – eine davon stammte als Geschenk des korsischen Diplomaten Pozzo di Borgo – wurden später von den Nachfahren von Emmanouil Tombazis im Nationalen Historischen Museum aufbewahrt.
Es wird erwähnt, dass Iakovos Tombazis ein Tagebuch geführt hat.